# Martin Ragginger
Martin „Raggi” Ragginger (ur. 29 marca 1988 w Salzburgu) – austriacki kierowca wyścigowy.

## Kariera
Ragginger rozpoczął karierę w wyścigach samochodowych w 2005 roku, od startów w Formule BMW ADAC, gdzie raz stanął na podium. Z dorobkiem 78 punktów uplasował się na ósmej pozycji w klasyfikacji generalnej. Rok później w tej samej serii był również ósmy. W późniejszych latach startował także w Światowym Finale Formuły BMW, edycji zimowej Brytyjskiej Formuły Renault, Niemieckim Pucharze Porsche Carrera, Porsche Supercup, Grand American Rolex Series, American Le Mans Series, 24h Nürburgring, FIA GT3 European Championship, VLN Endurance, FIA GT Championship, FIA GT2 European Cup, Le Mans Series, Światowym Pucharze Porsche Carrera, ADAC GT Masters, 24H Dubai, Azjatyckim Pucharze Porsche Carrera oraz w Blancpain Endurance Series.